# Болдуин, Ивлин Бриггс
Ивлин Бриггс Болдуин (англ. Evelyn Briggs Baldwin; 22 июня 1862, Спрингфилд — 26 октября 1933, Вашингтон) — американский путешественник, метеоролог, исследовавший Землю Франца-Иосифа и совершивший неудачную попытку достичь Северного полюса.

## Биография
Болдуин получил образование в Нортвестерн-Колледж в городе Нейпервиль (Иллинойс, США). После окончания учёбы в 1885 году в течение двух лет путешествовал по Европе на велосипеде.
В 1887 году Болдуин стал директором небольшой средней школы в Миссури (США), через некоторое время возглавил среднюю школу в городе Осуиго (Канзас, США).
Страсть к путешествиям в 1891 году привела Болдуина к работе в федеральной метеослужбе США, а затем к участию во второй экспедиции Роберта Пири 1893 — 1895 годов в Гренландию в должности метеоролога.
В 1898 — 1899 годах Болдуин возглавлял один из отрядов экспедиции Уолтера Уэллмана (англ. Walter Wellman), чикагского журналиста и энтузиаста арктических исследований, в первой американской экспедиции на Землю Франца-Иосифа.
В 1901 году Болдуин стал во главе экспедиции к Северному полюсу, финансированной Уильямом Циглером (англ. William Ziegler). Полярная экспедиция Болдуина-Циглера была великолепно подготовлена и оснащена (51 человек, 420 собак, 15 пони, 60 саней), однако в ходе её Болдуин был отстранён Циглером от руководства. После зимовки в 1901—1902 годов на Земле Франца-Иосифа, экспедиция была свёрнута и её участники вернулись на материк.
В последующие годы Болдуин совершал лекционные турне по США. Погиб в 1933 году в результате автокатастрофы в Вашингтоне. Похоронен в Осуиго.